# اواخر اوت، اوایل سپتامبر
اواخر اوت، اوایل سپتامبر (فرانسوی: Fin août, début septembre‎) فیلمی فرانسوی در سبک درام به کارگردانی اولیویه آسایاس است که در سال ۱۹۹۸ منتشر شد. از بازیگران آن می‌توان به متیو آمالریک، ویرژینی لدواین، فرانسوا کلوزه، و آرسینه خانجیان اشاره کرد.

## موضوع فیلم
فیلم دربارهٔ چند دوست و عاشق است که تصمیم می‌گیرند چگونه زندگی کنند.

## بازیگران
- متیو آمالریک
- ویرژینی لدواین
- فرانسوا کلوزه
- ژان بالیبار
- الکس دسکاس
- آندره مارکن
- آرسینه خانجیان
- کاترین موشه
- الی مادیروس
- اریک الموسنینو
- میا هانسن-لووه
- ناتالی ریشار
- الیویه پی